# 鈴木研一
鈴木 研一（すずき けんいち、1966年3月11日 - ）は、日本のヘヴィメタル・バンド人間椅子のベーシスト・ボーカリスト・ソングライターである。

## 略歴
- 1966年3月11日、青森県弘前市に生まれる。
- 1978年、弘前市立第四中学校に入学。
- 1981年、青森県立弘前高等学校に入学。
- 1985年、上智大学外国語学部ロシア語学科に入学。
- 1987年、高校の同級生であった和嶋慎治と「死ね死ね団」を結成。後に「人間椅子」と改名する。
- 1989年TBS系列で放送されていた「三宅裕司のいかすバンド天国」（以下、イカ天）に出演、『陰獣』を披露する。この時に着用していたねずみ男の衣装は人間椅子初期において彼のトレードマークであった。
- 1990年人間椅子のメンバーとして『人間失格』でメジャー・デビュー。

## 人物
- A型、身長181cm。
- 空手を習っていたこともある。
- 大学時代は人形劇サークル「チロリン村」に所属。王子様の役を担当したこともある。
- 人間椅子ではギターの和嶋と共に作詞・作曲を担当する。彼の詞は妖怪や地獄などを題材にしたものが多く、また彼の趣味であるギャンブルを歌ったものもある。
- 曲作りは全てギターで行い、ベースには触らない。鈴木曰く、オニギリ型のピックが1円玉のような形になるまで弾き込む、作曲し始めるとその1円玉が10個くらいになる、だから曲作り後は指がギター用の指になっていて、すぐにはベースが弾けない。
- ライブでの扮装は、初期はねずみ男、中期では袴や着流しの格好をしていたが、現在では装束の上にシースルーの僧侶用法衣を着用している。
- KISSのジーン・シモンズのファンであり、同じくシモンズのファンである廣瀬洋一と雑誌で対談した事がある。
- 本人は自身のベースのスタイルをジーン・シモンズとギーザー・バトラーのミックスと言っている。
- 高円寺SHOW BOATで定期的に開催されるDJイベント「ハードロック喫茶ナザレス」のマスター[1]。イベントタイトルの由来はスコットランドのハードロックバンドナザレス。
- 基本的にブルースが嫌い。理由はベースのフレーズが面白くないから。学生時代にブルース好きな和嶋とブルースのセッションをした事はあるが、和嶋曰く「これは一緒にバンドでやっちゃダメだな･･･」と思うほど、つまらなそうにプレイしていた。
- 23年間、郵便局で配達員のアルバイトをしていた。
- バンドがブレイクし、活動が忙しくなっても尚、郵便局でのアルバイトを継続していたが、和嶋にバンド活動に集中すべき！と何度も説得され、23年間務めた郵便局を退職した。
- 人間椅子で1番の料理上手であるが、東北の生まれであるためか全体的に濃い味付けを好み、加えて偏食で特にきのこ類を好まない。ネット番組『帰ってきた人間椅子倶楽部』内でも「えのきが特に嫌いなんだよ」と発言している。
- 長年の偏食が祟り、2019年に尿路結石を患い、バンド生活30年目にして初めてライヴに穴をあけてしまう。以降は飲み物もジュースやコーヒー類は控え、水に替えるなど多少食生活に気を使うようになった。
- 地元弘前の弘前ねぷたまつりが好きで毎年ねぷたの時期になると弘前に帰省している。

## 音楽的影響
小林克也のラジオでかかったキッスのラヴィン・ユー・ベイビーに衝撃を受け、中学時代はキッスに傾倒。
ブラック・サバス、バッジー、ジューダス・プリースト、スコーピオンズ、ブルー・オイスター・カルト、ディープ・パープル、ユーライア・ヒープなども影響を受けたバンドとして挙げている。

## 使用楽器
下記の楽器以外にもレスポールタイプやプレシジョンタイプのベースを使っていたこともある。基本的な音作りはアンプで行い、エフェクターはチューナー（BOSS TU-3）と電源供給用のパワーサプライ（BOSS PSM-5）のみだった。2020年現在は楽曲の都合により、和嶋の自作したエフェクターを借用・使用している場合がある。

### ベース
- B.C.Rich Eagle Bass
メインベース。レギュラーチューニング用・ダウンチューニング用共に80年代製の物を使用している。ボリュームとトーン以外の回路は全てカットして使用している。ピックアップはフロント・リア共にDiMarzio MODEL Pへ交換されており、アンペグと合わせて自身の音に必要な物であると語っている[5]。
複数本所有しており、その中には敬愛するギーザー・バトラーが所有していたものも含まれるという。
尚、基本的にピックアップはフロントの音が好きという理由で、どのベースもフロントピックアップのみを使用。
過去にフロント以外は使わないからとセレクタースイッチを固定するためにガムテープを貼っておいたところ、スイッチの回路が壊れてしまい、それ以降は固定する手法は取らなくなった。
- Fender Precision Bass（黒）
楽器店店員に「最後の1本」と言われて衝動買いしたもの。『異次元からの咆哮』レコーディングで使用されたが、和嶋・ナカジマからは「パンチがない」と不評だったため[6]、以降はDiMarzioのPUに交換しライブでのみ使用している。純正のピックガードは白であったが、黒ボディにローズウッド指板のネックにべっ甲柄のピックガードの仕様のプレベが欲しかったために、購入後にべっ甲柄のピックガードに交換されている。本人曰く「軽くて弾き易いので、これから体力が無くなっていく自分には必要な1本」。
- B.C.Rich Mockingbird Bass
『怪談 そして死とエロス』リリース前後から宣材やライブで使用。前述のイーグルが修理中の際に見た目が気に入り購入。
同作収録の「恐怖の大王」のMVで使用されたが、撮影当日は撮影時間だけで13時間を超える長時間に及び、何度もリテイクを求められ、ヤケクソ気味に荒っぽくアクションをしたところ、ストラップピンが破損してしまい、撮影後は修理のためしばらく使用できない期間があった。ローカットされていて中域がはっきりとわかる音としてライブ向けの機材と評していたが、ヘッドが重くて弾きづらいことを理由に現在は自宅での練習用になっている[7]。
- Rickenbacker 4001
初期（ねずみ男衣装時代）に使用。イエスのクリス・スクワイアに憧れて使い始める[8]。メジャーデビュー後、メインベースの座をイーグルに渡すも青森県のローカル番組「人間椅子倶楽部」の楽曲演奏コーナー内で度々使用していた。盗難被害に遭い現在は所有していない。

### アンプ
- Ampeg SVT[9]

バンド初期から使用しておりメジャーデビュー後、人間椅子の全アルバム録音に使われている。Rushのゲディ・リーのような音を出したいと思った頃にDEAD ENDのCRAZY COOLと話す機会があり質問したところ進められたのが使用するきっかけになった。小規模会場だと音が大き過ぎるという理由でライブではV4Bに譲り、現在はアルバムレコーディング用になっている。
- Ampeg V4B[9]

2000年頃より使用。ライブ用に使用しており、サブで同様の物をもう一台所有している。

## ディスコグラフィ

### 人間椅子
人間椅子を参照。

### 参加作品
| 発売日         | タイトル | アーティスト名 | 収録曲                          | 備考           |
| -------------- | -------- | -------------- | ------------------------------- | -------------- |
| 1996年11月20日 | 照魔鏡   | ダミアン浜田   | 4. ANOTHER... 7. 月光 9. 照魔鏡 | ベースで参加。 |
| 2012年10月24日 | 恐山     | 犬神サアカス團 | 1. 故郷和讃                     | 語りで参加。   |